# Breda
Breda é uma cidade dos Países Baixos, situada na província do Brabante do Norte. Em 2014 tinha 180 420 habitantes.

## Vida econômica
Breda é um importante centro industrial, com oficinas mecânicas, fábricas (usinas) de conservas, refinarias de açúcar, têxteis e artigos de couro.

## História
De 1581 a 1590 e de 1625 a 1637 pertenceu à Espanha, e de 1795 a 1813 à França. Nesta cidade, foi assinado o Tratado de Breda, em 1667.

## Monumentos
- Igreja gótica do século XIII, atual Academia Militar.